# Parc national de Gorongosa
Le parc national de Gorongosa est un parc national du Mozambique situé aux confins Sud de la vallée du Grand Rift africain. Ses plus de 4 000 km2 comprennent la vallée et les parties qui entourent les plateaux. Les rivières qui arrosent la plaine prennent leur source au Mount Gorongosa (en) (1 863 m d'altitude).
Les inondations saisonnières et les engorgements de la vallée, qui comporte une mosaïque de types de sol, créent une variété d'écosystèmes distincts. Les prairies sont parsemées à la fois d'acacias, de savane, de forêt sèche sur les sables avec des gros étangs remplis de pluies saisonnières, ainsi que des fourrés de la colline des termites. Les plateaux contiennent du miombo ; les forêts de montagne et une forêt tropicale sont à la base d'une série de gorges calcaires.

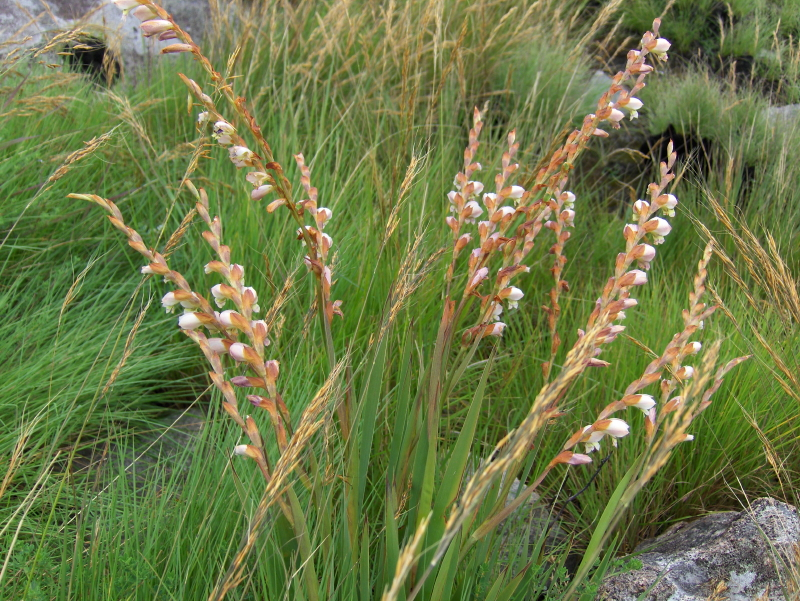
Gladiolus crassifolius

Près du mont Gorongosa, au centre du parc, se trouve le lac Urema. 
Pendant longtemps, le parc a constitué un abri pour une très grande variété d'espèces et était connu du monde entier. Cet écosystème, aux caractéristiques uniques, fait prospérer certaines des populations d'animaux sauvages les plus denses dans toute l'Afrique, notamment des carnivores, des herbivores et plus de 500 espèces d'oiseaux,,,,.
La longue guerre civile du Mozambique, qui a duré de 1976 à 1992, a mené le parc au désastre. Beaucoup d'animaux ont été victimes de nombreux ravages, leur nombre a été réduit de 60 %, les grands mammifères de 95 %. Les soldats et les braconniers les massacraient pour se nourrir de leur viande et revendaient, notamment, les défenses d'éléphant.
Depuis 2008, le parc est en train de revivre grâce à la mobilisation de scientifiques du monde entier et surtout à un homme clé qui les a fait venir : Gregory C. Carr, un philanthrope et entrepreneur américain. En 2004, le gouvernement du Mozambique l'a sollicité pour l'associer à la gestion du parc. Après quelques années de préparation, Greg C. Carr a signé en 2008 un accord sur 20 ans pour procéder à la renaissance du parc,.
Il s'est investi avec sa fondation dans ce projet de protection et de restauration de l'écosystème du parc national de Gorongosa tout en développant une activité d'écotourisme au profit des communautés locales,.

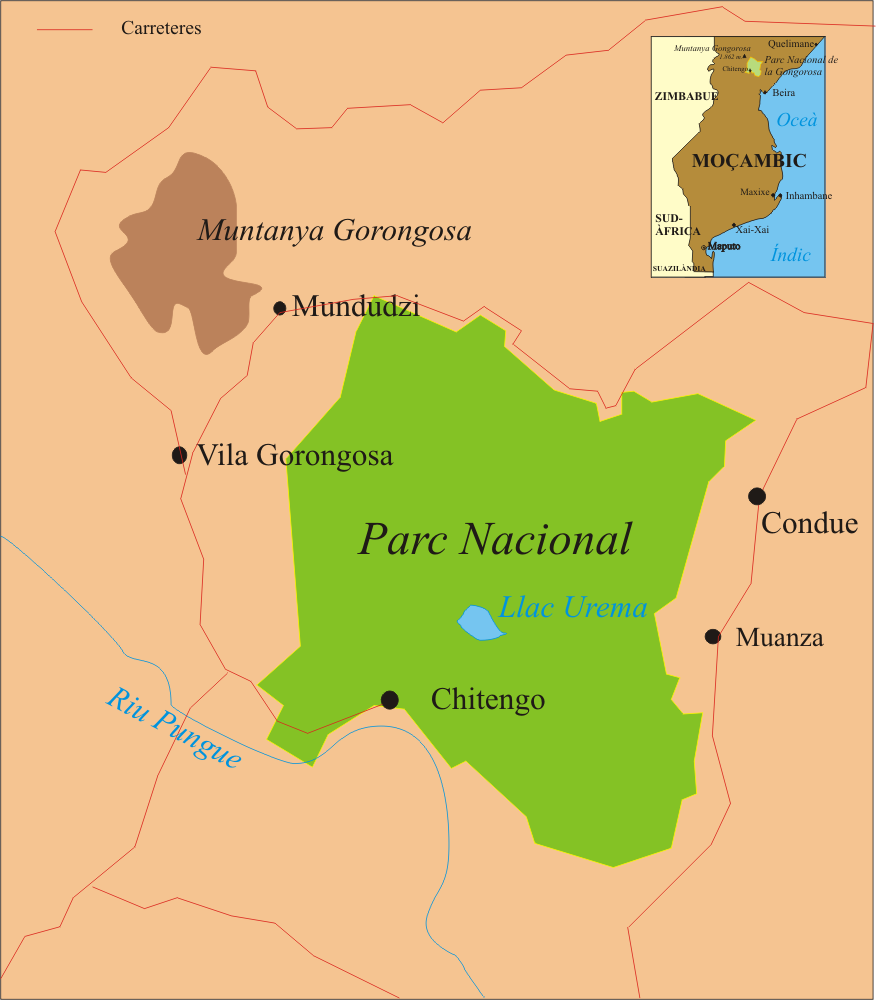
Carte du parc.

## Histoire

### Réserve de chasse de 1920 à 1959
Le parc a été établi en 1920 sur mille kilomètres carrés en tant que réserve de chasse privée par « the Mozambique company » une entreprise privée situé au Centre du Mozambique pour le compte du gouvernement Portugais. En 1935, la réserve de Gorongosa fut élargie à 3 200 km2 pour protéger l'habitat des rhinocéros. En 1940, un nouveau camp de touristes fut construit sur le lit de la rivière Mussicadzi mais il fut abandonné deux ans après à cause de grosses inondations lors de la saison des pluies. Les lions prirent alors possession du bâtiment abandonné et celui-ci devint la maison des lions.
Ce bâtiment est toujours debout et les visiteurs peuvent le visiter pendant leur safari, afin de bénéficier d'une vue panoramique surplombant le lit de la rivière Mussicadzi comme le firent auparavant les lions de Gorongosa. En 1951, le camp de Chitengo fut construit pour devenir le siège de la nouvelle réserve avec un restaurant et un bar.

### Un parc national de 1960 à 1980
C'est le 23 juillet 1960 que le gouvernement du Mozambique déclara Gorongosa comme parc national et à cette occasion le parc s'est vu octroyer 2 100 km2 pour atteindre une taille de 5 300 km2.

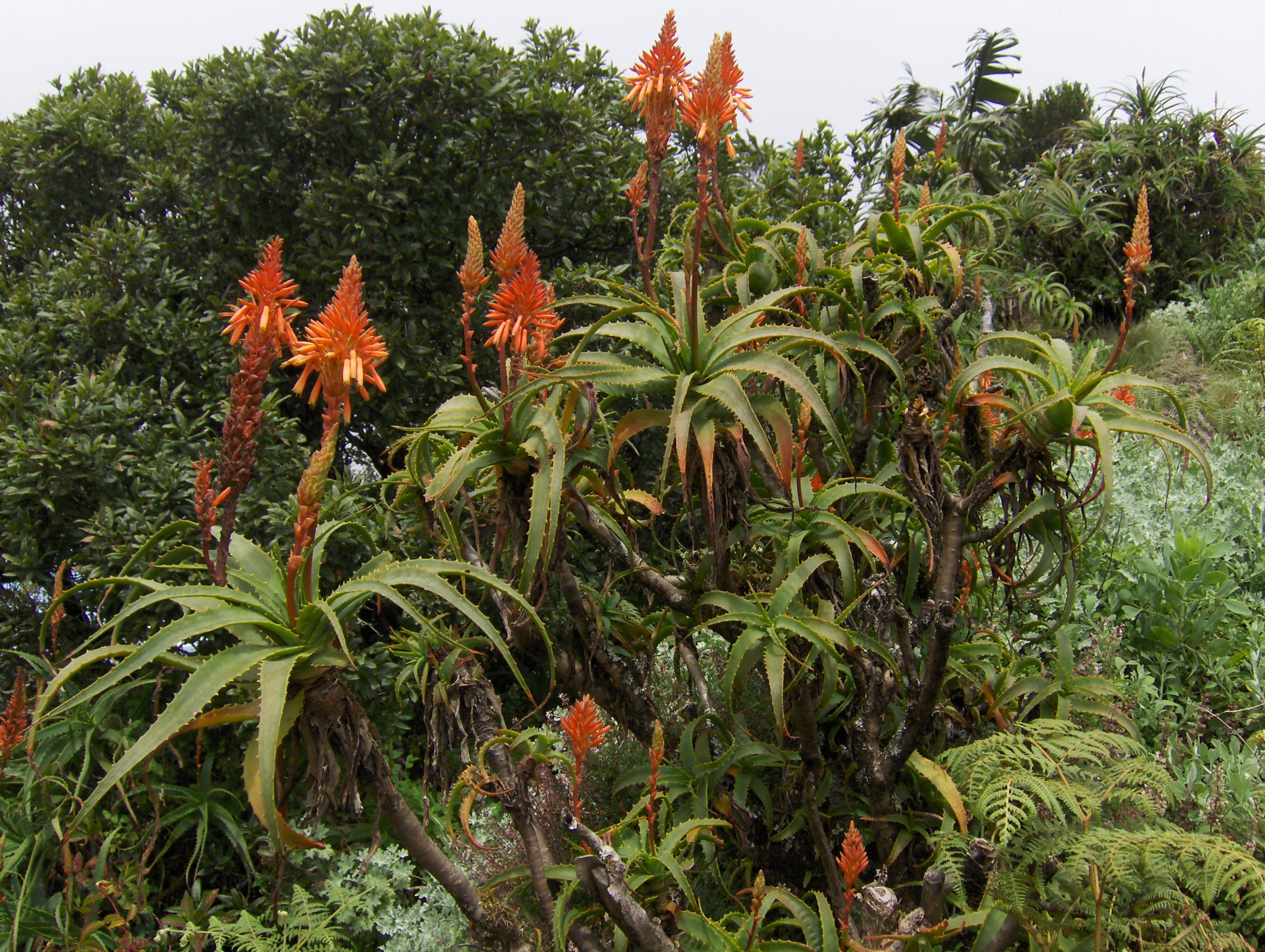
Aloès du Mont Gorongosa

### La renaissance de Gorongosa
Après la guerre civile, le parc national de Gorongosa était décimé à plus de 60 %. Depuis janvier 2008, date à laquelle un partenariat a été signé entre Gregory C. Carr  et le gouvernement du Mozambique sur 20 ans. Greg C. Carr est un entrepreneur américain et philanthropique qui a fait fortune dans l'Internet et les nouvelles technologies. Il s'est investi avec sa fondation dans ce projet de refondation du parc national sur le long terme , 
Les animaux reviennent retrouver ceux qui ont survécu sur place,. Les scientifiques se sont mobilisés sous la houlette du biologiste Edward Osborne Wilson, tels l'entomologiste Piotr Naskrecki, et Joyce Pool, chercheur reconnue internationalement sur les éléphants, (elle est aussi la sœur de Bob Pool, cinéaste lauréat d'un Emmy Award et photographe au National Geographic). Bob Pool a réalisé pendant trois ans toute une série de films sur Gorongosa pour National Geographic. Paola Bouley est la responsable des lions pour observer les conditions de retour des animaux aidés par des rangers spécialement formés pour notamment lutter contre les braconniers et grâce à des colliers GPS,
Rui Branco est le vétérinaire du Parc.
Un laboratoire unique de recherche sur la biodiversité a été créé, le E.O Wilson biodiversity laboratory.

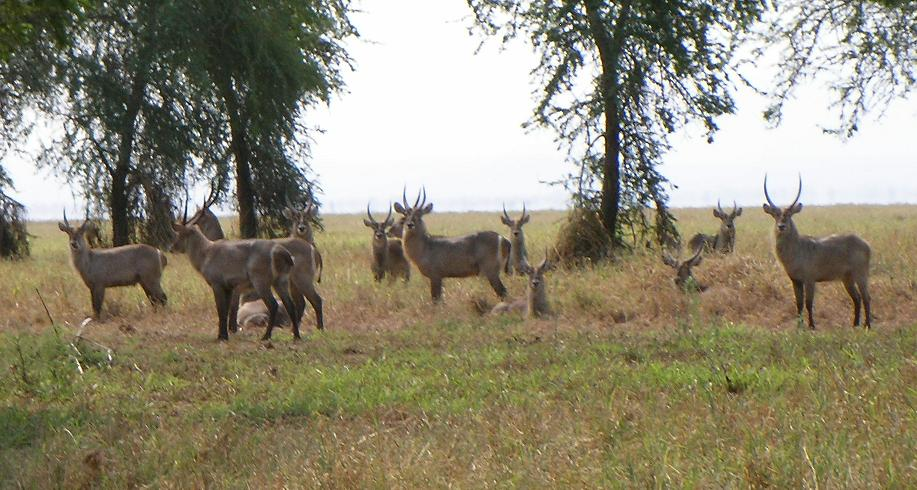
Groupe de cobes à croissant.
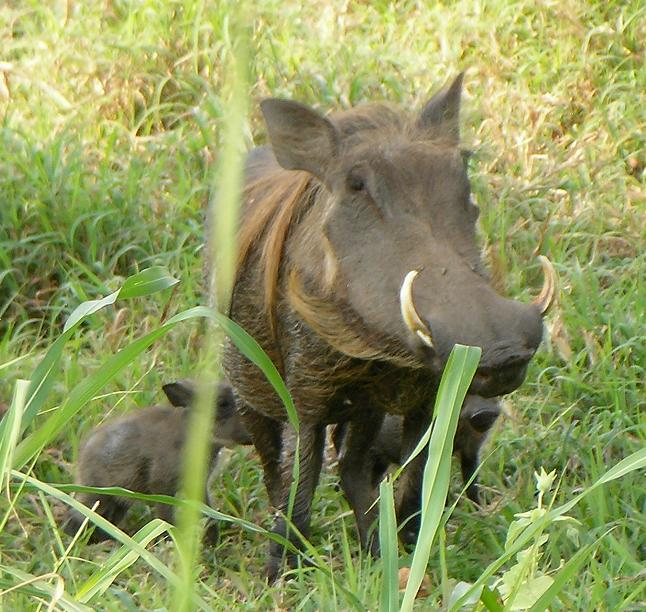
Femelle phacochère commun avec 2 petits.

## Écologie

### Géologie
Le parc a une superficie de 4 000 km2 situé dans la vallée du Grand Rift. Le Rift s'étend de l'Éthiopie au centre du Mozambique. Une plaque tectonique commença à se former il y a 30 millions d'années. Les autres déformations, soulèvements, et effondrements de la croute terrestre pendant des millénaires ont dessiné les plateaux sur à la fois les côtés et les montagnes vers l'ouest. La savane tropicale liée au climat du Mozambique, avec un cycle annuel d'humidité et de saisons sèches, ont ajouté un facteur supplémentaire dans l'équation déjà complexe : des changements constants dans la composition du sol qui varie avec l'altitude. La vallée est située à 21 km à l'ouest du mont Gorongosa, à 14 m d'altitude.

### Hydrologie

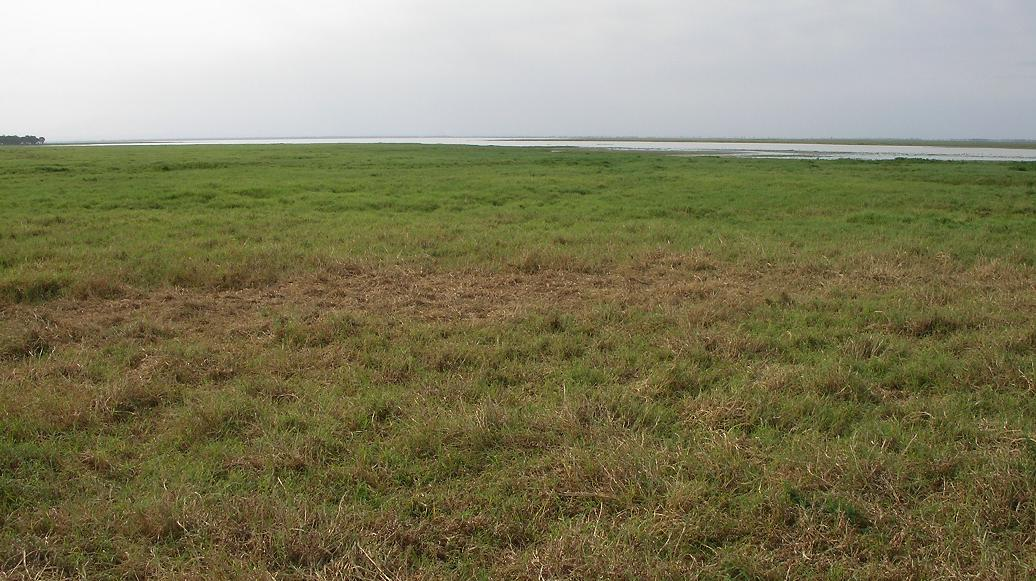
Lac Urema à la saison sèche (fin septembre

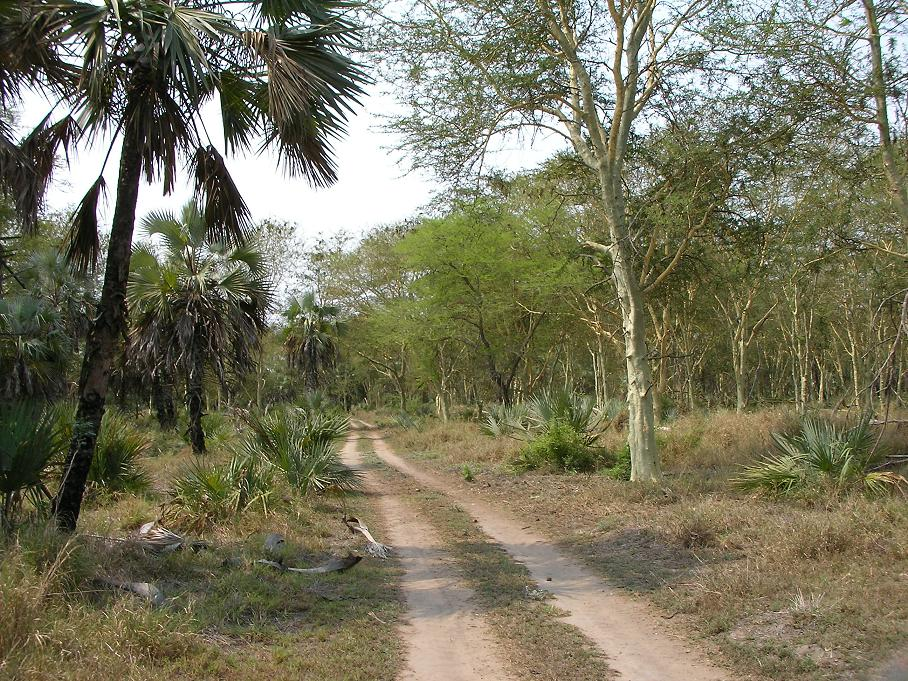

Le parc national de Gorongosa protège un vaste écosystème défini et dessiné par le cours des rivières qui coulent et se jettent dans le lac Urema. Le Nhandungue traverse le plateau Barue sur son itinéraire à travers la vallée. Le Nhandue et le  Mucombeze arrivent du Nord. Le mont Gorongosa contribue avec la rivière de Vunduzi. Quelques petites rivières coulent à partir du plateau de Cheringoma. Ensemble ils comprennent la circonscription d'Urema, une aire d'environ 7 850 km2.
Le lac Urema est situé au milieu de la vallée, environ trois-quarts du chemin venant des frontières nord du Parc. La rivière Muaredzi, coulant du plateau Cheringoma, déposant des sédiments près des rives du lac pour les drainer doucement. La « connexion » produit la rivière Urema pour grossir grandement à la saison des pluies. Cette eau qui constitue son chemin son lit alluvial, coule de la rivière Urema vers le Pungue et dans l'océan Indien. Dans les périodes d'inondation dues aux pluies, l'eau revient dans la vallée et sort vers les plaines, couvrant pratiquement 200 km2 en quelques années. Durant quelques saisons sèches, les eaux du lac se réduisent à peu près 10 km2. La constante expansion et rétraction de la plaine inondable, au milieu d'un patchwork de savane, bois, et thickets, crée une mosaïque complexe de plus petits écosystèmes qui supporte une plus grande abondance et une diversité de vie sauvage davantage que n'importe où ailleurs dans le parc.

### Végétation
Les scientifiques ont identifié trois principales végétations pour soutenir la santé de l'écosystème de la vie sauvage de Gorongosa. Les soixante-six pour cent sont couverts de savane — combinaison d'herbes et des espèces ligneuses favorisant les sols bien drainés. Quatorze pour cent de la végétation, sont des étendues boisées avec plusieurs types de forêts et fourrés. Le reste est constitué par des prairies sujettes à de dures conditions saisonnières qui empêchent les arbres de grandir. On peut trouver tous ces types de bois dans cet écosystème, avec beaucoup de différents sous-types et variétés.

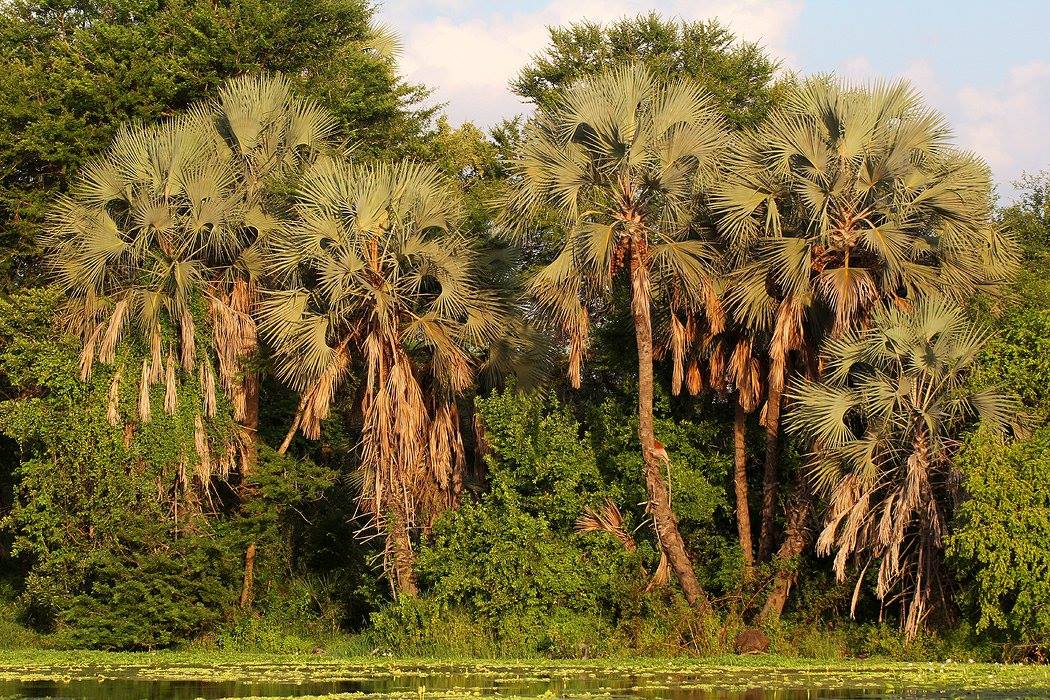
Hyphaene petersiana
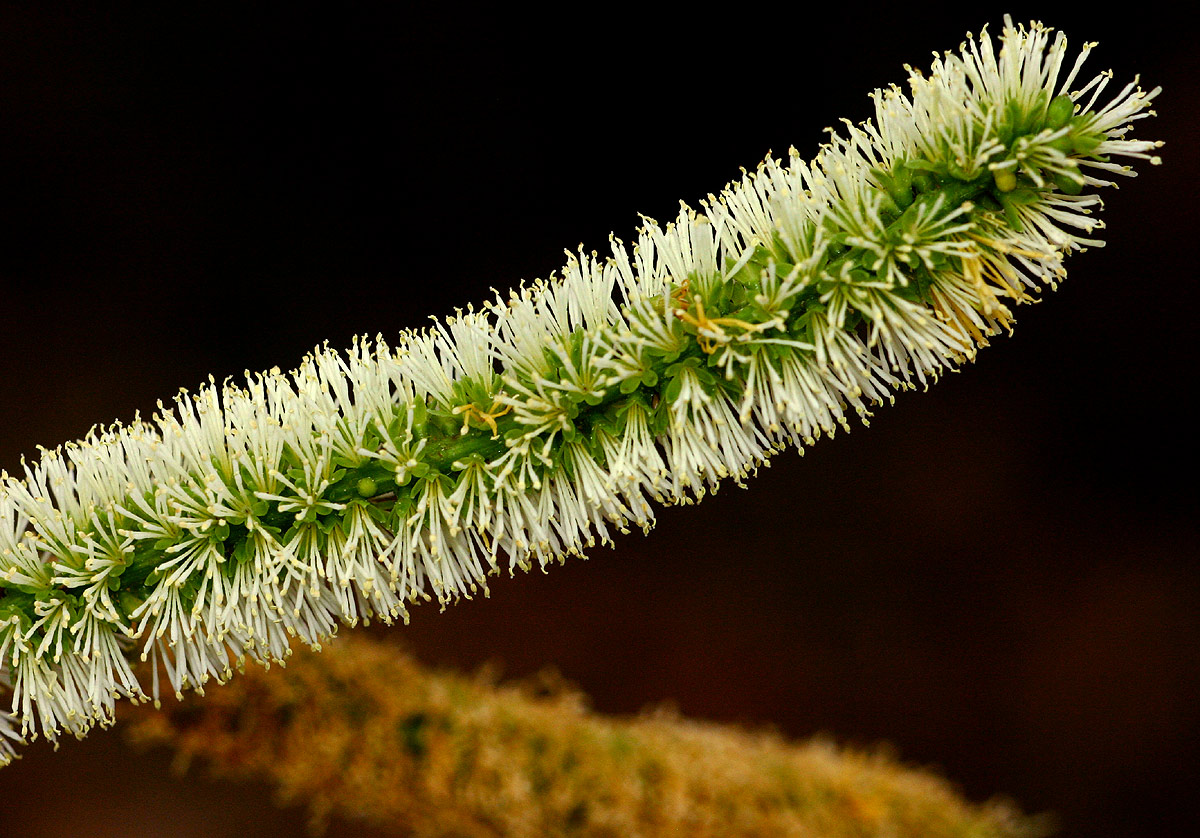
Spreng. - pointe de fleur - le long du chemin du camp de Chitengo à la rivière de Poungwe
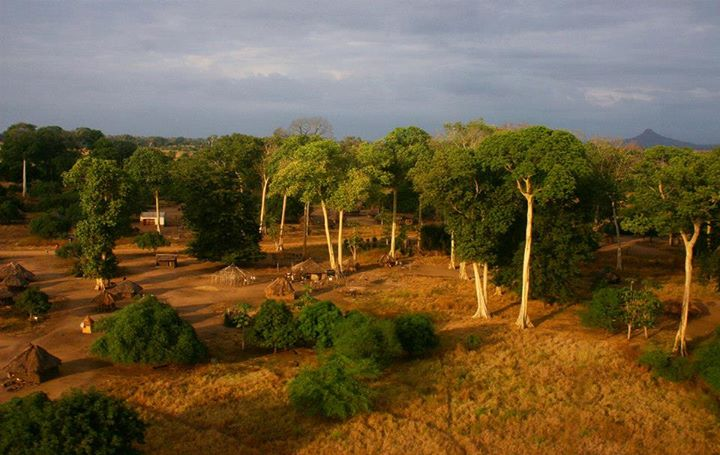
Sterculia appendiculata
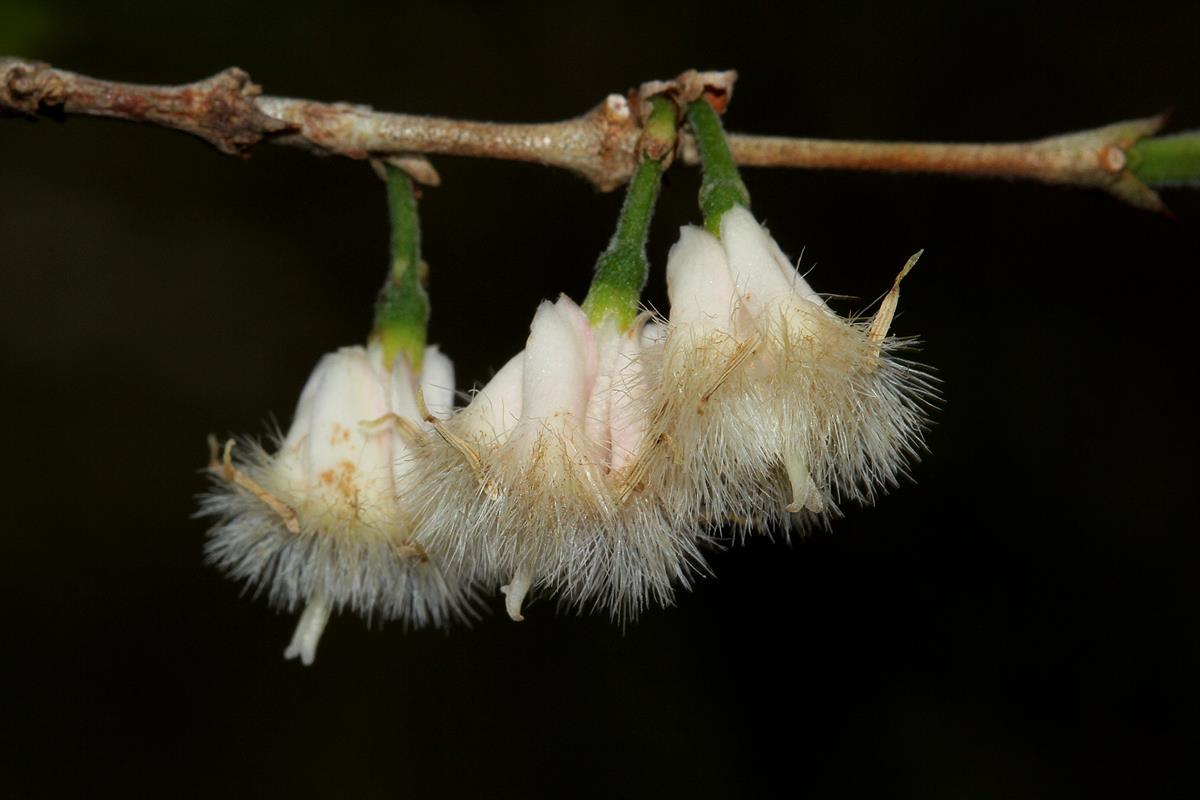
Empogona kirkii Hook.f. - fleurs
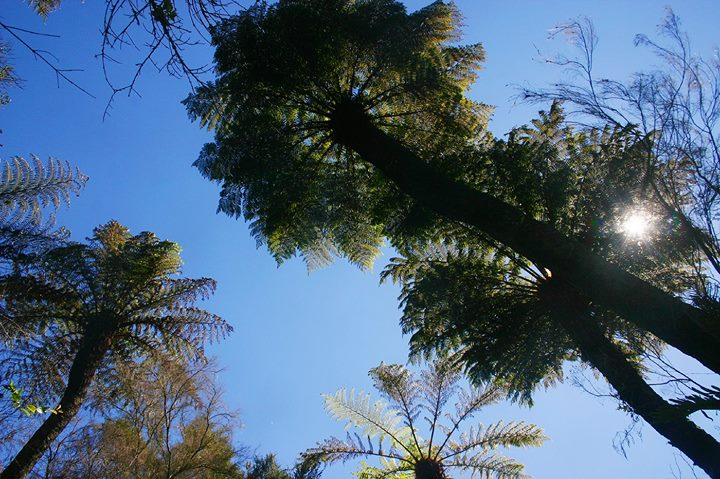
Cyathea dregei sur le mont Gorongosa

Le mont Gorongosa subit des pluies de forêts (rainforests), des prairies de montagne, des forêts de rivières le long de ses rivières, et les forêts et les savanes boisées à des altitudes basses. Tous les plateaux sont couverts avec une sorte de canopée fermée de savane, qui s'étend en Afrique du Sud, appelé « miombo », d'après le mot Swahili pour un arbre dominant, un membre du genre Brachystegia. Environ 20 pour cent des prairies de la vallée sont inondées la plupart de l'année.

### Vie sauvage

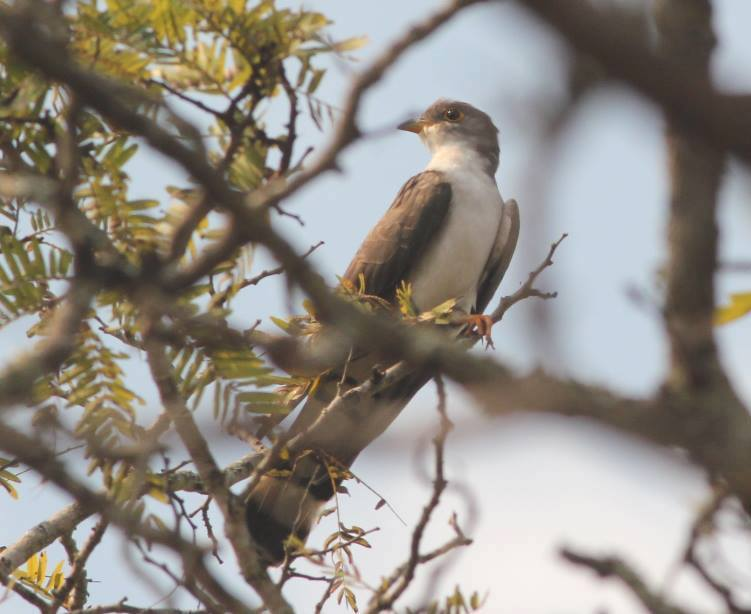
Un coucou d'Audebert dans le parc.
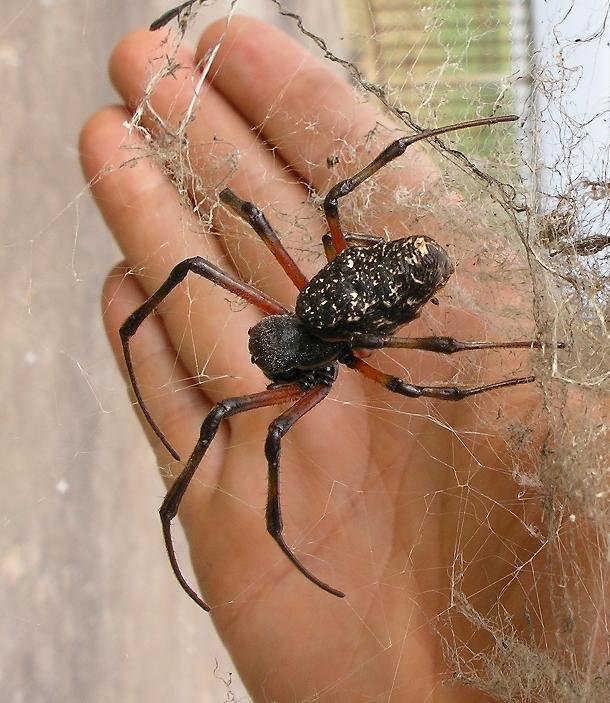
Femelle Nephilingis cruentata.
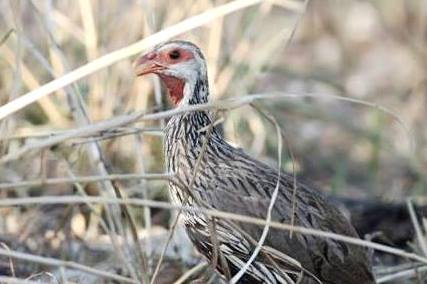
Francolin à gorge rouge.
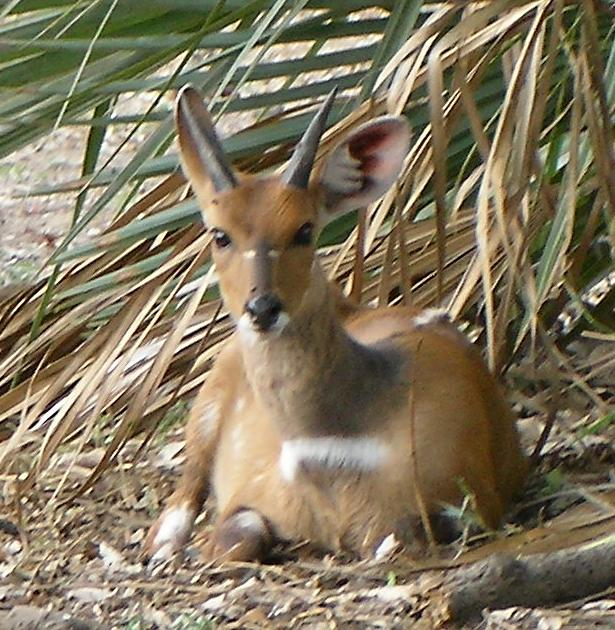
Guib harnaché mâle.

Gorongosa est l'habitat d'une large diversité d'animaux et de plantes endémiques. Cette riche biodiversité crée un monde complexe où interagissent les animaux, les plantes et les humains. Des plus petits insectes aux plus grands mammifères, chacun joue un rôle dans l'écosystème de Gorongosa.
La population de grands herbivores du parc a été réduite drastiquement par des années de guerre et de braconnage. Cependant, presque toutes les espèces naturellement présentes ont survécu, dont plus de 400 espèces d'oiseaux et une grande variété de reptiles. Avec une gestion efficace et la réintroduction d'espèces clés, la population sauvage devrait reprendre sa taille naturelle et le parc retrouver son équilibre écologique.

## Mont Gorongosa

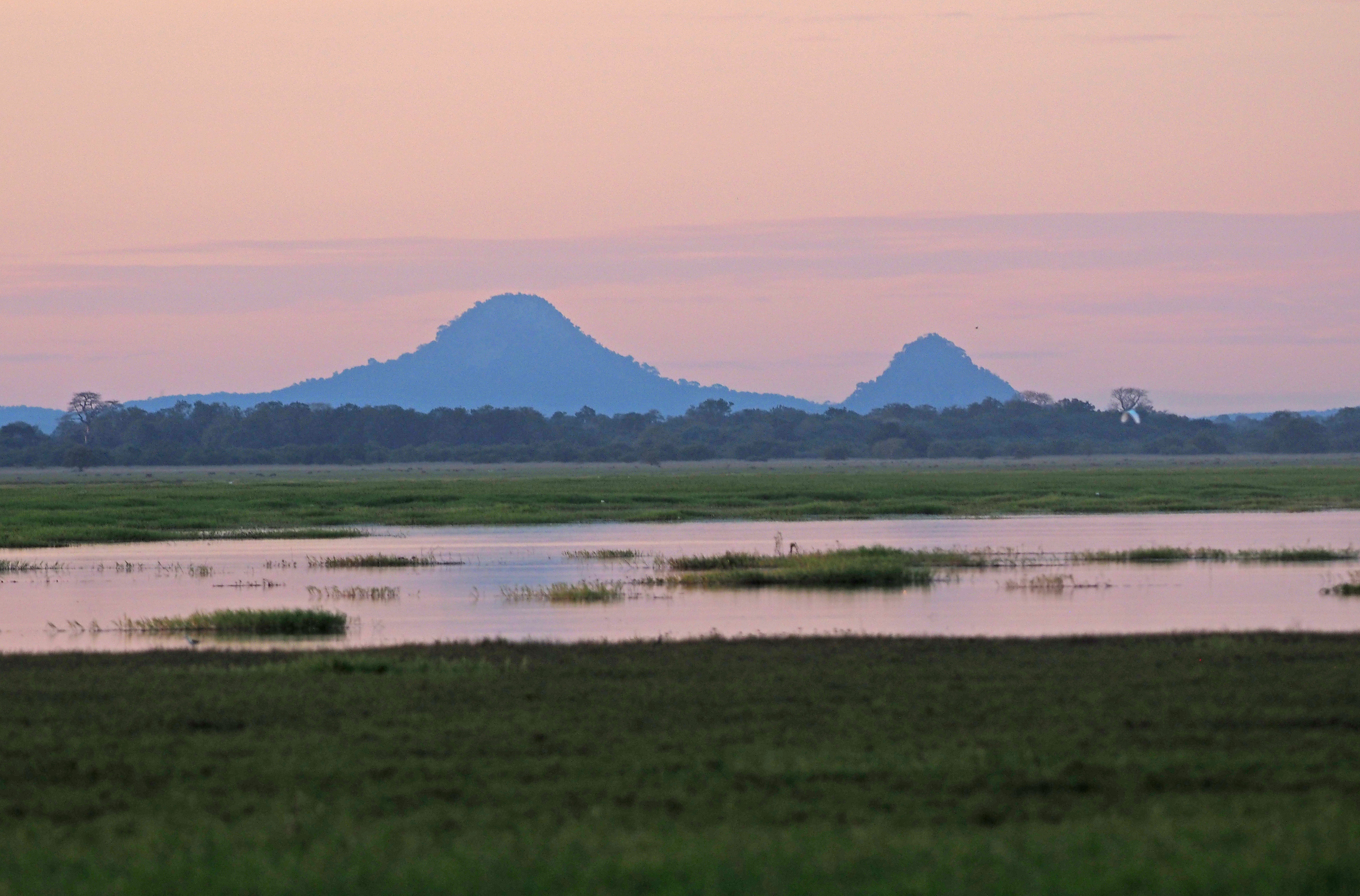
Mont Gorongosa.
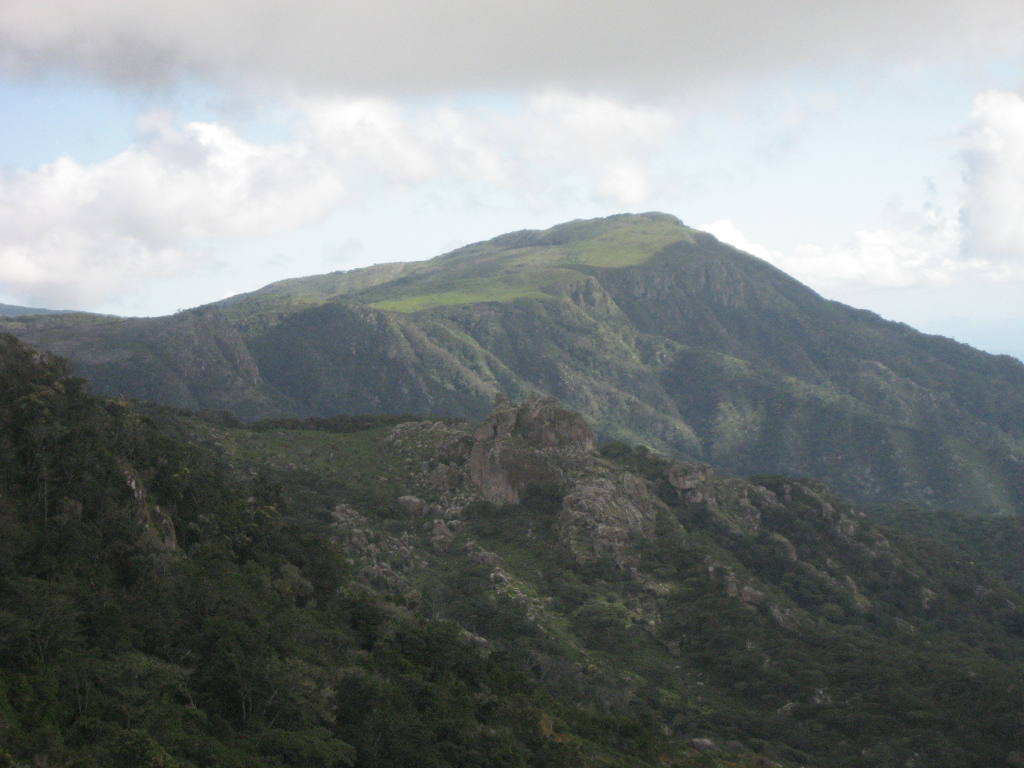
Mont Gorongosa.
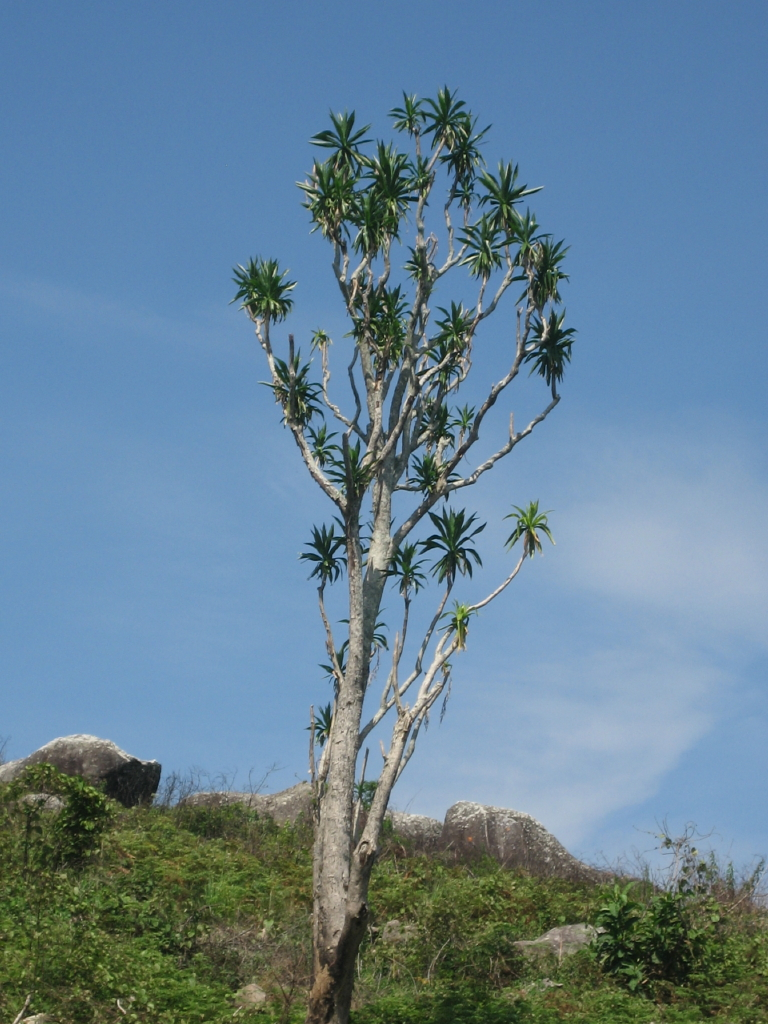
Dracaena steudneri sur le Mont Gorongosa.
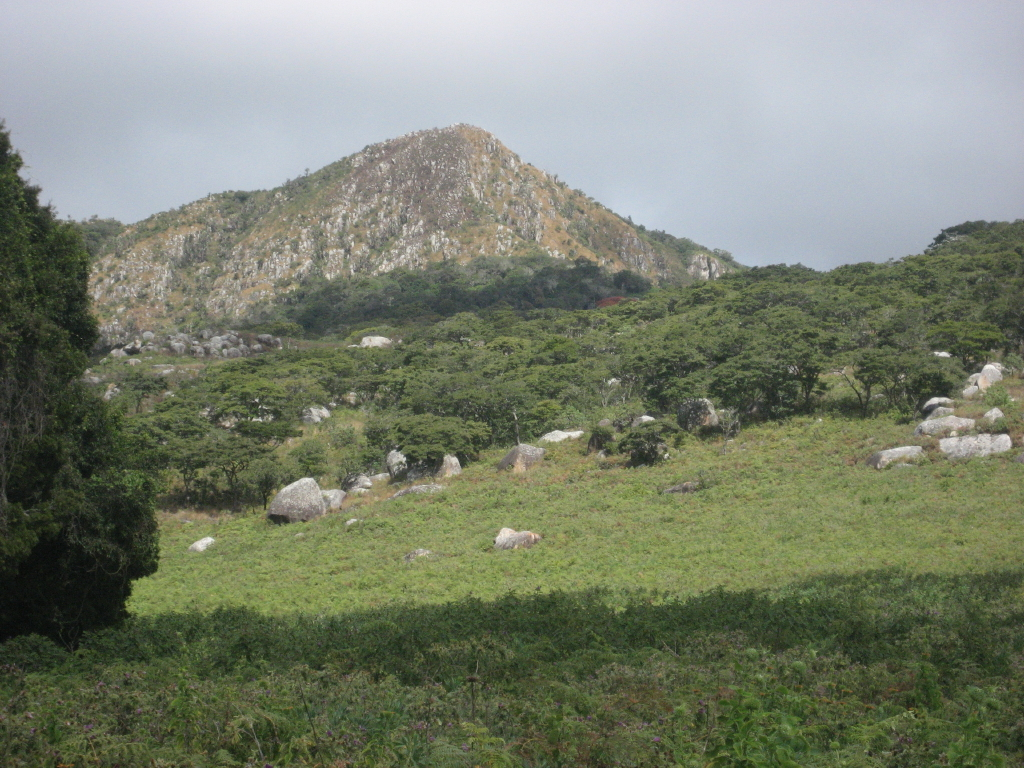
Mont Gorongosa
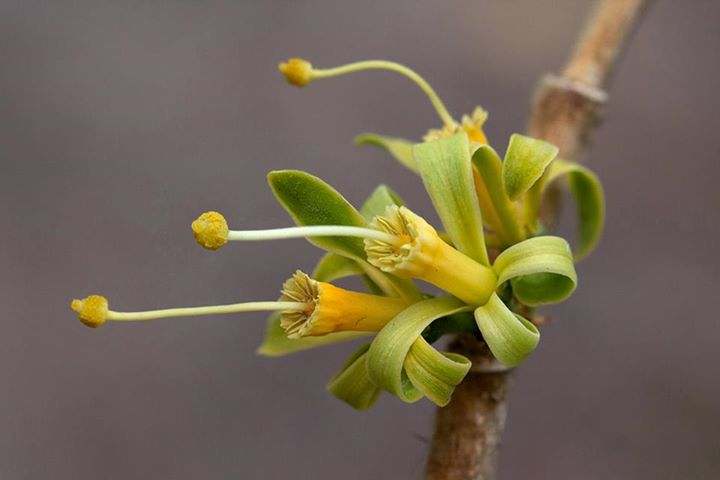
Turraea nilotica.

En regardant vers l'ouest, par une journée claire, depuis les plaines qui entourent le lac Urema, on peut observer la silhouette du mont Gorongosa. C'est un massif de granit isolé, le mont Gorongosa provient des Midlands[pas clair], son sommet le plus élevé, Gogogo, atteint une altitude de 1 863 m.
Dans la montagne du Gorongosa vivent actuellement plus de 2 000 personnes, dont les ancêtres y vivent depuis 300 000 ans.
En juillet 2010, le gouvernement du Mozambique et le projet de restauration de Gorongosa (mené par la fondation américaine de G. Carr) annonça que la montagne de Gorongosa serait ajoutée au parc pour former au total une taille de 4 067 km2. 
Cette désignation a contribué au conflit en cours entre les résidents de long-terme de la montagne et les représentants du parc.